# Michael Van den Abeele
Michael Van den Abeele (Brussel, 1974) is een veelzijdig Belgisch kunstenaar. Schilderen en schrijven staat centraal in zijn werk. Daarnaast maakt hij tekeningen, foto’s, installaties, beeldhouwwerken, meubelen, animatiefilms en video’s en geeft hij lezingen over kunst.  
Naast zijn activiteiten als kunstenaar is Van den Abeele sinds 2003 nauw verbonden met het artistiek tentoonstellings- en discussieplatform “Etablissement d’en face” in Brussel.
Hij woont en werkt in Brussel.

## Thema's en oeuvre
De belangrijkste thema’s van zijn werk zijn artificiële reproductie en “substitutie”. Van den Abeele haalt voorwerpen uit hun economische context  en “emancipeert” die naar culturele en contraproductieve vormen waardoor ze een emotionele waarde krijgen. Hiermee reageert hij tegen de hedendaagse opvatting dat het  louter functionele aspect bepalend is voor de waarde van een voorwerp.
Van den Abeele haalt zijn inspiratie vooral vooral uit eind 19de eeuwse fenomenen, zoals de fascinatie voor dinosaurussen, de oorsprong van sciencefiction, de uitvinding van de jeans en de interesse voor optische illusie.
Hij begon met visuele animaties met de destijds revolutionaire tekstverwerker Word, waardoor hij voor het eerst een medium voor een ander doel gebruikte dan waarvoor het gemaakt was. Dit procedé past hij nog steeds toe op zijn schilderijen die hij maakt op basis van collages van kleuren en vormen op een computerscherm. Het betreft meestal herhalingen van  schetsen, tekeningen en foto’s die hij vroeger gemaakt heeft. “Herhaling, reproductie, camouflage en de illusie van originaliteit vormen de kern van Van den Abeele’s praktijk”. Hij noemt zich daarom een kopiist. Hij gebruikt de meest uiteenlopende stijlen. Sommige werken behandelt hij om ze flou te laten lijken.
Michael Van den Abeele maakt zowel gebruik van figuratieve vormen, abstracte decoratieve motieven en afbeeldingen van ambachtelijke voorwerpen. Zijn kunst speelt met de grenzen van abstracte en figuratieve kunst en confronteert ze met elkaar. Zijn werken zijn gelaagd en bevatten anachronismen, cultuurhistorische referenties en sciencefiction.  
Zijn werk kende een evolutie doorheen de jaren. Aanvankelijk wilde hij een soort multi-dimensionele wereld creëren waarin vooral de tijd als vierde dimensie een belangrijke rol speelde. Op die manier ondermijnde Van den Abeele de traditionele waarneming van ruimte en tijd en confronteerde hij de toeschouwer met de relativiteit van zijn gelimiteerde perceptie. Daarna stond het thema sciencefiction centraal tot middel de jaren 2010. Vanaf 2015 komt het thema van de hedendaagse consumptieregels dat elk voorwerp herleidt tot zijn functionaliteit op de voorgrond aan de hand van afbeeldingen van jeans, katten, dinosaurussen, chipszakken, mummies en miniatuurbedden.  
Onderliggend onderzoekt hij de complexiteit van de menselijke identiteit die de neiging heeft om de ganse wereld te domesticeren.
Michael Van den Abeele werd in 2025 geselecteerd als een van de hedendaagse toonaangevende kunstenaars in de overzichtstentoonstelling Painting after Painting in het SMAK in Gent.

## Selectie
In 2000 monteerde hij twee foto’s boven elkaar en zorgde voor de illusie van een hemel met twee manen. Hij experimenteerde met sculpturen van sokkels als illusie voor een verstoorde ruimte- en tijdsdimensie.
In 2009 ontwierp hij met architect Arnaud Hendrickx een “neoltisch paviljoen” opgebouwd uit bakstenen, dat tegelijk een primitieve en moderne vormgeving uitstraalde.
In 2011 installeerde hij in een auditorium van Wiels samen met Arnaud Hendrickx en Richard Venlet een futuristisch salon met de meest uiteenlopende objecten die deden aan een tijdsmachine waarin academische seminaries werden gegeven.
In 2014 vergrootte hij een aantal abstracte zwart-wit tekeningen tot het formaat van een groot schilderij.
Met "Space opera, A small talent for war" van 2015 transformeerde hij een driehoekige structuur met knipperende lampen in een sciencefiction verhaal.
Rond 2020 veranderde hij een ordinaire jeans in een kunstwerk en beschouwde hij een bed als een structureel proces tussen mens en aarde.
In 2024 veranderde hij chipszakken in sieraden en zorgde hij door middel van een spiegel voor een optische illusie van communicatie tussen sculptuur en toeschouwer.

## Auteur
Hij begon met schrijven toen Etablissement d’en face teksten nodig hadden als begeleiding bij tentoonstellingen. Dit werd geapprecieerd door de kunstenaars en curatoren. Hij kreeg snel meer opdrachten. Hij is auteur van tientallen catalogussen voor tentoonstellingen in België en het buitenland. Dit leidde uiteindelijk tot het schrijven van fictie en toegepaste kunstliteratuur.

## Boeken (selectie)
- De invocatie van de mimoïde (2011)[17]
- A toast to the ghost, the host (2012)[18]
- Forked apologies (2017)[19]

## Musea (selectie)
- Mu.Zee Oostende[9]
- Museum M, Leuven[2]
- MHKA, Antwerpen[12]
- Centre de la Gravure et de l'Image imprimée, La Louvière[20]
- Vlaams Huis, Parijs[21]

## Tentoonstellingen (selectie)[4]

### Solo en duotentoonstellingen
- 2024 And amputate myself from every function, KIN, Brussel
- 2024 Left to my own devices  KIN, Brussel, The Wig, Berlijn
- 2023 Jeans & Pasta, a one day project, KIN, Brussel
- 2022 What’s for dinner, Gaudel de Stampa, Parijs
- 2021 Talk Shop / Money under the Mattress (samen met) Hanne Lippard), MuHKA, Antwerp
- 2020 Veranda (met Laurent Dupont), Gaudel de Stampa, Parijs
- 2019 Important Fan, Gaudel de Stampa, Parijs
- 2019Beep-Beep, Marquise, Lissabon
- 2018 Forked Apologies & other stories, CAC, Vilnius
- 2017 We already exist, Gaudel de Stampa, Parijs
- 2017 Forked Apologies, Etablissement d’en face, Brussel
- 2017 Conference open to the public, Amphitheatre des Loges, Beaux-Arts, Parijs
- 2016 p p p punctual, Galerie Levy Delval, Brussel
- 2016 RELAX, Galerie Trampoline, Antwerpen
- 2016 Roman, Studio 54/More Publishers, Brussel
- 2015 Opacity please, Museum M, Leuven
- 2013 Habitat Wheel, galerie Elisa Platteau, Brussel
- 2011 Sentinel, Elisa Platteau & cie galerie, Brussel
- 2011 Perennial (met Arnaud Hendrickx and Richard Venlet), WIELS, Brussel
- 2010 Fimbulvetr (met Harald Thys), Etablissement d’en face, Brussel
- 2009 Bonus malus (met Arnaud Hendrickx); Netwerk, Aalst
- 2008 It’s Character Forming, EAC les Halles, Porrentruy, Zwitserland
- 2007 Meat Me, Second Room, Brussel
- 2006 Ashstrays, Le Bonheur, Brussel
- 2003 Viva Romantica; NICC Free Space – KMSK, Antwerpen
- 2002 Le vent à double tranchant, Archetype, Kanal 11, Brussel
- 2000 Michael Van den Abeele, Etablissement d’en face, Brussel

### Groepstentoonstellingen (selectie)
- 2025 Painting after Painting, SMAK, Gent
- 2024 I like a view but I like to sit with my back turned to it, Fanta, Milaan
- 2023  40 ans du FRAC!, Ile-de-France, Romainville
- 2023 Slow Dance, Stadtgalerie Bern
- 2021 Paradis, Maison R&C, Marseille
- 2020 I love my friends for their weaknesses and you for all your holes, Salle des bains, Lyon
- 2018 Salle des pas-perdus – Michel François et Richard Venlet, DOC, Parijs
- 2016 The Squater, Gaudel de Stampa, Parijs
- 2016 Rien ne va plus, Museum van Elsene, Brussel
- 2016 Furniture Sculpture, Hugo Voeten Art Center, Herentals,
- 2015 The Pump, RCA, Londen
- 2015 Words aren’t the thing, CAC Vilnius, LT
- 2015 The Belgians, BOZAR, Brussel
- 2015 Celluloid Brushes, Culturgest, Porto
- 2014 Flora Hauser, Maria Tamiguchi, Michael Van den Abeele, Ibid.projects, Londen
- 2014 Small museum for the American Metaphor, REDCAT, Los Angeles
- 2013 De Vierkantigste Rechthoek, KADE, Amersfoort
- 2012 Vinyl in the Atelier, MuZEE, Oostende
- 2012 Un-Scene II, WIELS, Brussel
- 2011 A Clock Running on Mud, Galeria Stereo, Polen
- 2011 Melanchotopia, Witte de With, Rotterdam,
- 2010 Public Private Paintings, MuZee, Oostende
- 2010 Sovereign Art Prize, Barbican Centre, Londen
- 2010 Chipka, Kunstcentrum Netwerk, Aalst
- 2009 Después del Arte, Lugar, Centro de arte contemporàneo, Havana, Cuba
- 2009 Rencontres Internationaux, experimental video-festival, Madrid
- 2008 Rencontres Internationaux, experimental video-festival, Centre Pompidou, Parijs
- 2008 Art is my playground, Kucuk Ciftlik Amusement Park, Istanbul
- 2008 Rencontres Internationaux, Berlijn
- 2008 With Brussel from Love, VanAbbe Museum, Eindhoven
- 2008 CAC, Museo de Arte Moderno Toluca, Mexico
- 2008 Europa Vostra, gallery Trafu, Budapest, Hongarije
- 2008 Losing Control, de Garage, Mechelen
- 2007 Rencontres Internationaux, Centre Pompidou, Parijs
- 2007 GHB, Van Abbe museum, Eindhoven
- 2006 Working ethics, Krinzinger Projecte, Wenen
- 2003 Participant of the PS1Contemporary art center, studio program, New York
- 2002 Paramount Basics (extended), Muhka, (curators: Richard Venlet en Moritz Kung, Antwerpen
- 2002 Parcours d’incidents, de Ateliers, Amsterdam
- 2002 Prijs van de jonge Belgische Schilderkunst, Bozar, Brussel
- 2000 Orbis Terrarum, Plantyn-Moretus museum, Antwerpen
- 2000 3-ness, Museum Dhont-Daenens, Deurle
- 2000 SubRosa, Ateliers Iternationaux d’Alsace et de Lorraine, Phalsbourg

## Algemene bron
- "De transhistorische impuls. Over geschiedenis en traditie in het werk van Michael Van den Abeele", Pieter-Jan Cierkens, De Witte Raaf, 1 september 2015.